# Joseph E. McDonald
Pour les articles homonymes, voir MacDonald.
Joseph Ewing McDonald, né le 29 août 1819 et mort le 21 juin 1891, est un représentant et sénateur des États-Unis pour l'Indiana.

## Biographie
Joseph E. McDonald, né dans le comté de Butler, Ohio, est le fils d'Eleanor (Piatt) et de John McDonald. Il s'installe avec sa mère dans le comté de Montgomery, en Indiana, en 1826 et apprend le métier de sellier à l'âge de douze ans à Lafayette, en  Indiana. Il fréquente le Wabash College Crawfordsville, et est diplômé de l'université d'Asbury (aujourd'hui université DePauw à Greencastle en Indiana) en 1840. Il étudie le droit à Lafayette et est admis au barreau en 1843, après quoi il exerce sa profession. Il est procureur de 1843 à 1847 et, dans la dernière année, a déménagé à Crawfordsville où il a pratiqué le droit jusqu'en 1859.
Il est élu en tant que démocrate au 31e congrès, du 4 mars 1849 au 3 mars 1851. Il n'était pas un candidat à la candidature à la renomination en 1850, et a été élu procureur général de l'Indiana en 1856 et a été réélu en 1858. Il s'installe à Indianapolis en 1859, est un candidat non élu au poste de gouverneur de l'Indiana en 1864 et est élu au Sénat des États-Unis, où il siège du 4 mars 1875 au 3 mars 1881. Il n' a pas été réélu. Au Sénat, il a été président de la Commission des terres publiques (46e congrès).
Il est mort à Indianapolis en 1891, l'inhumation a eu lieu dans le Cimetière Crown Hill.